# Provincia de Mahajanga
Mahajanga fue una provincia de Madagascar con una superficie de 150.023 km². 
En julio de 2001 tenía una población de 1.733.917 habitantes. Su capital era Mahajanga.

## Ciudades
| - 1. Ambatoboeny - 2. Ambatomainty - 3. Analalava - 4. Antsalova - 5. Antsohihy - 6. Bealanana - 7. Befandriana-Avaratra - 8. Besalampy - 9. Boriziny - 10. Kandreho - 11. Maevatanana | - 12. Mahajanga Rural - 13. Mahajanga Urban - 14. Maintirano - 15. Mampikony - 16. Mandritsara - 17. Marovoay - 18. Mitsinjo - 19. Morafenobe - 20. Soalala - 21. Tsaratanana |

- Datos: Q669259
- Multimedia: Mahajanga Province / Q669259